# Оптическая длина пути
Оптическая длина пути между двумя точками среды — расстояние, на которое свет (оптическое излучение) распространился бы в вакууме за время его прохождения между этими точками. 
Оптическая длина пути {\displaystyle L} в однородной среде с показателем преломления {\displaystyle n} равна произведению геометрической длины пути {\displaystyle l}, пройденного светом, на показатель преломления {\displaystyle n}:
{\displaystyle L=nl.}
В случае неоднородной среды путь, пройденный светом, необходимо предварительно разбить на столь малые элементарные промежутки {\displaystyle {\rm {d}}l}, что показатель преломления на каждом из них можно считать постоянным. Тогда для оптической длины пути каждого из них можно записать
{\displaystyle {\rm {d}}L=n{\rm {d}}l.}
Соответственно, полная оптическая длина пути, пройденного светом между некоторыми точками А и В среды,  будет результатом интегрирования по всей траектории луча света:
{\displaystyle L=\int \limits _{A}^{B}n{\rm {d}}l.}

## Оптическая разность хода
Если два световых луча имеют общие начальную и конечные точки, то разность оптических длин путей таких лучей называют оптической разностью хода.